# Coenraad Hiebendaal
Coenraad Christiaan Hiebendaal (født 10. april 1879 i Gorinchem, død 3. juni 1921 i Amsterdam) var en hollandsk roer, som deltog i OL 1900 i Paris.
Hiebendaal deltog ved OL 1900 i Paris, hvor han var del af den hollandske firer med styrmand. Båden vandt sit indledende heat og var dermed kvalificeret til finalen. Efter en del kontroverser og to afholdte finaleløb vandt hollænderne sølv efter en tysk båd. Bådens øvrige besætning var brødrene Geert og Paul Lotsij, Johannes Terwogt samt styrmand Hermanus Brockmann.
Han blev senere uddannet læge.